# Pierre Crémont
Pour les articles homonymes, voir Crémont.
Pierre Crémont, né à Aurillac le 18 juin 1784 et mort à Tours en 3 février 1846, est un compositeur et chef d'orchestre français.

## Biographie
Pierre Crémont naît le 18 juin 1784 à Aurillac. Pierre grandit dans une famille de musiciens: son père Antoine est serpent au chapitre de Saint-Géraud, et il part étudier à Limoges avec son oncle Jean Crémont, violoniste reconnu, qui se dit « élève de Giovanni Battista Viotti ». François-Joseph Fétis fait état du passage de Crémont au Conservatoire de Paris autour de 1799 : « (Crémont) fut reçu comme élève au Conservatoire de Paris en l'an VIII de la République et sortit de cette école en 1803 pour voyager". On peut même supposer que Fétis et Crémont ont pu se croiser dans la classe de violon de Pierre Baillot. Pourtant, il ne reste pas de traces de ce passage dans l'institution parisienne. Parallèlement, Crémont semble avoir eu une activité de soliste relativement importante en Allemagne, en Pologne et dans les états baltes pendant les années 1798 à 1800. Pierre Crémont affirme avoir été élève de Beethoven en même temps que Ferdinand Ries, mais cette information n'a pu être vérifiée.
Le tsar Alexandre Ier de Russie décide d'engager ce jeune musicien français pour sa cour à Saint-Petersbourg. Il est d'abord nommé Maître de Chapelle du Tsar, puis devient Premier Violon Directeur du Théâtre Français de Moscou en 1803. Il n'a que dix-neuf ans. Crémont restera à Moscou près de dix ans. Pendant cette période, il a composé plusieurs opéras comiques. Cependant, l'incendie de Moscou de 1812 oblige la troupe du Théâtre Français à partir. Le retour en France est l'occasion pour la troupe du théâtre d'organiser une tournée en Scandinavie. Crémont semble avoir marqué les esprits et ses talents de musiciens ont dû être appréciés car une quinzaine d'années plus tard, en 1830, l'Académie Royale de Musique de Suède l'élit comme membre. Sa tournée le mène également dans d'autres villes du nord de l'Europe (Turku, Copenhague…).
Le 26 janvier 1815, Crémont joue à l'Odéon son concerto pour violon; c'est un grand succès. Cette représentation marque le début de la carrière de Pierre Crémont en France. À partir de 1815, on sait qu'il est second chef d'orchestre à l'Odéon. On garde trace, dans les almanachs musicaux de l'époque, de nombreuses créations « arrangées pour la scène française par M. Crémont ». Il devient ensuite Premier Chef d'orchestre à l'Opéra-comique. Il collabore avec de grandes figures musicales: Gioacchino Rossini, Giacomo Meyerbeer, Carl Maria von Weber, Vincenzo Bellini… dont il est chargé d'arranger et de diriger les opéras pour leur création en France. En 1830, Pierre Crémont a quitté la vie parisienne et vit désormais à Moulins en Bourbonnais. Dès 1833, il officie en tant que premier chef d'orchestre du Grand Théâtre de Lyon. En 1839, on le retrouve la tête de la Société Philharmonique de Tours, ville où il meurt en 1846.

## Œuvres retrouvées
- Opus 1 : Concerto pour le violon dédié à son oncle Jean Crémont, "exécuté au Théâtre Royal de l'Opéra Buffa, 1815".
- Opus 2 et 3 perdus (d'après Fétis, il pourrait s'agir de musique d'harmonie).
- Opus 4 : "Concerto pour clarinette […] dédié à François Dacosta, première clarinette de l'Académie Royale de Musique".
- Opus 5 à 7 perdus.
- Opus 8 : "Fantaisie sur l'Air Au Clair de la Lune chanté dans Les Voitures Versées […]" dédié à François-Adrien Boieldieu.
- Opus 9 : perdu.
- Opus 10 : "Trois Grands Duos concertans (sic) pour deux violons dédiés à son ami Habeneck aîné"(François-Antoine Habeneck).
- Opus 11 : "Fantaisie sur un air des montagnes d'Auvergne, pour le violon […]" avec accompagnement de quatuor ou de piano, "Dédiée à ses Compatriotes".
- Opus 12 : "Trois Grands Duos pour Violon et Viole (Alto) ou deux Violons […]" dédiés à Charles-Frédéric Kreubé.
- Opus 13 : "Trios à deux Violons et Viole (alto) ou Violoncelle", dédiés à Manyer, vers 1823.
- Opus 14 : perdu.
- Opus 15 : Trios à deux violons et violoncelle.
- Opus 16 : "Trois duos élémentaires à l'usage des commençants" (duos à deux violons).

Sans numéro d'Opus :
- Quatuor à cordes, dédié à Pierre Baillot, vers 1815.
- Opéra comique Le Capitaine Belronde, présenté en 1825
- "Il était là! Romance de la Méprise de Diligence"
- Concertstück pour basson, vers 1830
- Concertino militaire pour basson, vers 1830, dédié à Frans Preumayr

En outre Crémont a collaboré à la création française de nombreux opéras comiques dans les années 1819 - 1833, et a souvent "arrangé ces pièces pour la scène française". Parmi eux: Marguerite d'Anjou de Giacomo Meyerbeer, Robin des Bois ou le Freischütz de Carl Maria von Weber, le Pirate de Vincenzo Bellini…

## Enregistrements, publications, manifestations
Une série d'articles publiés par Monsieur André Muzac dans les années 1985 à 1987 dans la Revue de la Haute Auvergne sont consacrés à la figure de Pierre Crémont.
Un entretien publié dans la Revue de la Haute Auvergne en décembre 2012 retrace le travail de recherche effectué par Emmanuel Resche autour de Pierre Crémont.
Le Trio Concordia a réalisé le premier enregistrement des Trios à cordes Opus 13 de Pierre Crémont, sur instruments d'époque. Ce CD intitulé "Pierre Crémont, Saint-Petersbourg-Paris", sortira en 2013 chez le Label Eurydice.
L'association Musik'Art Cantal organise une conférence-concert consacrée à Pierre Crémont en février 2013.